# Ishmael Beah
Ishmael Beah (* 23. listopadu 1980 Mogbwemo) je bývalý dětský voják a lidskoprávní aktivista pocházející ze Sierra Leone. V dětství se jako voják zúčastnil bojů občanské války ve své vlasti. Proslavil se vydáním autobiografické knihy Došel jsem daleko (v anglickém originálu A Long Way Gone), v níž popsal své zkušenosti z války a svého následného znovuzapojení se do společnosti.

## Dílo
- A Long Way Gone (2007) - v českém překladu Došel jsem daleko
- Radiance of Tomorrow (2014)